# Liste der Gebietsänderungen in Sachsen-Anhalt 2011
Die Liste der Gebietsänderungen in Sachsen-Anhalt 2011 enthält Änderungen an Gemeindegebieten des Landes Sachsen-Anhalt in der Zeit vom 1. Januar 2011 bis zum 31. Dezember 2011. Dazu zählen unter anderem Zusammenschlüsse und Trennungen von Gemeinden, Eingliederungen von Gemeinden in eine andere, Änderungen des Gemeindenamens und Umgliederungen von Teilen einer Gemeinde in eine andere.

## Legende
- Datum: juristisches Wirkungsdatum der Gebietsänderung
- Gemeinde vor der Änderung: Gemeinde vor der Gebietsänderung
- Gebietsänderung: Art der Gebietsänderung
- Gemeinde nach der Änderung: Gemeinde nach der Gebietsänderung
- Landkreis: Landkreis der Gemeinde nach der Gebietsänderung

Die Sortierung erfolgt chronologisch: Datum, kreisfreie Städte, Landkreise, aufnehmende oder neu gebildete Gemeinde. Heute noch bestehende Gemeinden sind farbig unterlegt.

## Liste
| Datum      | Gemeinde vor der Änderung | Maßnahme        | Gemeinde nach der Änderung | Landkreis              |
| ---------- | --- | --------------- | -------------------------- | ---------------------- |
| 01.01.2011 | Fleetmark Mechau Rademin Vissum | Eingliederung   | Arendsee (Altmark)         | Altmarkkreis Salzwedel |
| 01.01.2011 | Breitenfeld Dannefeld Estedt Hottendorf Jävenitz Jeggau Jerchel Kassieck Köckte Letzlingen Lindstedt Mieste Miesterhorst Peckfitz Sachau Seethen Sichau Solpke | Eingliederung   | Gardelegen                 | Altmarkkreis Salzwedel |
| 01.01.2011 | Badel Jeggeleben Zethlingen | Eingliederung   | Kalbe (Milde)              | Altmarkkreis Salzwedel |
| 01.01.2011 | Steinitz Wieblitz-Eversdorf | Eingliederung   | Salzwedel                  | Altmarkkreis Salzwedel |
| 01.01.2011 | Dehlitz (Saale) Sössen Zorbau | Eingliederung   | Lützen                     | Burgenlandkreis        |
| 01.01.2011 | Deuben Gröben Gröbitz Krauschwitz Nessa Prittitz Teuchern Trebnitz                                                                                             | Zusammenschluss | Teuchern                   | Burgenlandkreis        |
| 01.01.2011 | Bad Suderode Gernrode Rieder | Eingliederung   | Quedlinburg                | Harz                   |
| 01.01.2011 | Brachwitz Döblitz Domnitz Gimritz Löbejün Nauendorf Neutz-Lettewitz Plötz Rothenburg Wettin                                                                    | Zusammenschluss | Löbejün-Wettin             | Saalekreis             |
| 01.01.2011 | Klein Schwechten | Eingliederung   | Rochau                     | Stendal                |
| 01.01.2011 | Axien Bethau Groß Naundorf Labrun Lebien Plossig Prettin | Eingliederung   | Annaburg                   | Wittenberg             |
| 01.01.2011 | Möhlau Schköna Tornau Zschornewitz | Eingliederung   | Gräfenhainichen            | Wittenberg             |
| 01.01.2011 | Klöden Schützberg | Eingliederung   | Jessen (Elster)            | Wittenberg             |
| 01.01.2011 | Brandhorst Gohrau Griesen Horstdorf Kakau Oranienbaum Rehsen Riesigk Vockerode Wörlitz                                                                         | Zusammenschluss | Oranienbaum-Wörlitz        | Wittenberg             |
| 01.01.2011 | Dietrichsdorf Elster (Elbe) Gadegast Leetza Listerfehrda Mühlanger Zahna Zemnick Zörnigall                                                                     | Zusammenschluss | Zahna-Elster               | Wittenberg             |
| 07.04.2011 | Löbejün-Wettin | Namensänderung  | Wettin-Löbejün             | Saalekreis             |
| 01.08.2011 | Anhalt Süd | Namensänderung  | Meineweh                   | Burgenlandkreis        |
| 31.08.2011 | Möckern, Schopsdorf | Neubildung      | Schopsdorf                 | Jerichower Land        |